# Classe Matsushima
 (septembre 2022).
Si vous disposez d'ouvrages ou d'articles de référence ou si vous connaissez des sites web de qualité traitant du thème abordé ici, merci de compléter l'article en donnant les références utiles à sa vérifiabilité et en les liant à la section « Notes et références ».
La classe Matsushima fut la deuxième classe de croiseur protégé  construite conjointement en France à La Seyne-sur-Mer sur le chantier naval des Forges et chantiers de la Méditerranée, et au Japon à l'arsenal naval de Yokosuka pour la Marine impériale japonaise. 
Les noms des trois croiseurs proviennent du nom de sites japonais les plus célèbres de l'Amanohashidate, au nord de la préfecture de Kyōto donnant sur la mer du Japon.

## Conception
La classe Matsushima a formé l'épine dorsale de la marine impériale japonaise durant la guerre sino-japonaise (1894-1895). Les croiseurs étaient construits sur les principes de la Jeune École promu par le conseiller militaire français et architecte naval Louis-Émile Bertin.
Le gouvernement japonais ne disposant pas des ressources et de budget nécessaires pour construire une marine de grands cuirassés  pour contrer les bâtiments lourds de la marine chinoise, a adopté la théorie radicale de l'utilisation de plus petits et rapides navires de guerre, avec un blindage léger et une artillerie à longue portée de petit calibre, couplée au massif et unique canon Canet français de 320 mm.
Le Matsushima diffère de ses deux sister-ships Itsukushima et Hashidate  en ce que le canon naval de 320 mm a été monté sur l'arrière de la superstructure, plutôt que sur l'avant. Cette conception s'est finalement avérée peu pratique, car le recul de l'énorme canon était trop grand pour un croiseur léger, et le temps de rechargement était démesurément long. Malgré cela, la classe de croiseurs Matsushima a été efficace contre la flotte chinoise  mal équipée et mal dirigée.

## Histoire
Cette classe de croiseur a participé aux nombreuses actions pendant la première guerre sino-japonaise (1894-95). 
Devenus obsolètes pour la guerre russo-japonaise (1904-05), les croiseurs sont affectés à la 5e escadrille de réserve de la IIIe Flotte. Ils participent au blocus de Port Arthur, à la bataille de la mer Jaune et à la bataille de Tsushima. Affectés par la suite à la IVe Flotte, ils assurent la protection de l'invasion de l'île russe de Sakhaline.
En 1908, le Matsushima, lors d'une croisière de formation pour l'Académie navale impériale du Japon, un incident dans la soute aux munitions provoque une forte explosion. Il coule au large des îles Pescadores, au large de Taïwan avec une perte de 207 membres d'équipage. Le mémorial Matsushima est érigé au temple d'Omido-ji à Mihama sur l'île de Honshū.
En 1912, l' Hashidate et l' Itsukushima sont reclassifiés dans la 2e classe de navire de défense côtière. L' Hashidate est rayé du service le 1er avril 1922 et démoli en 1927. L' Itsukushima est démilitarisé le 1er septembre 1920 pour devenir navire-école. Il est rayé du service le 12 mars 1926 et mis au rebut.

## Les unités de la classe
| Nom         | Lancement       | Armement         | Chantier naval                                                   | Fin de carrière            | Photo |
| ----------- | --------------- | ---------------- | ---------------------------------------------------------------- | -------------------------- | ----- |
| Itsukushima | 18 juillet 1889 | 3 septembre 1891 | Forges et chantiers de la Méditerranée à La Seyne-sur-Mer France | démolition en 1926         |       |
| Matsushima  | 22 janvier 1890 | 5 avril 1892     | Forges et chantiers de la Méditerranée à La Seyne-sur-Mer France | explosion le 30 avril 1908 |       |
| Hashidate   | 24 mars 1891    | 26 juin 1894     | Arsenal naval de Yokosuka Japon                                  | démolition en 1927         |       |